# Imperatori romani

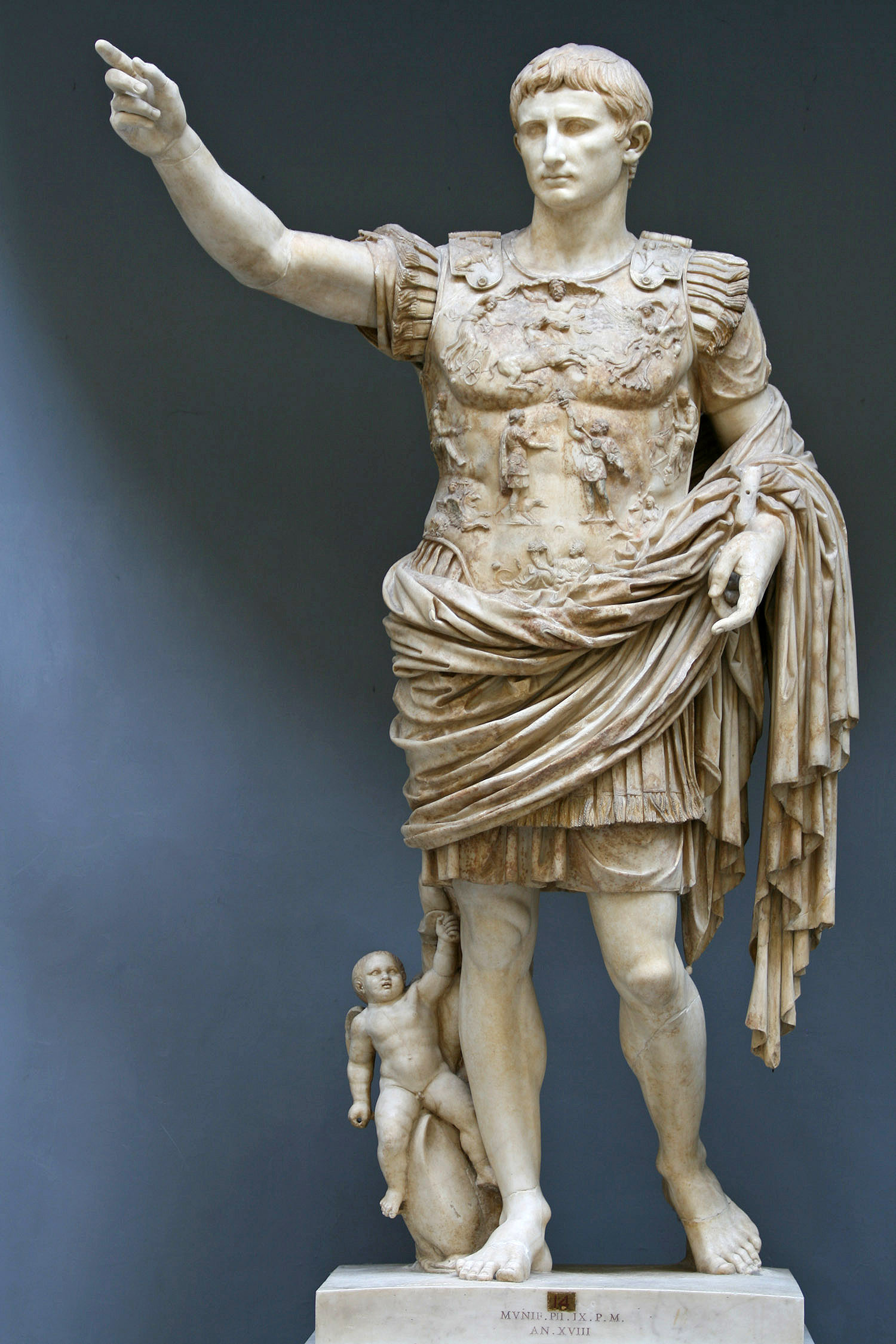
Statua di Augusto

Quello che segue è l'elenco degli imperatori romani che governarono dal 27 a.C. al 476 d.C. Per ciascuno sono riportati: il nome con cui è più comunemente conosciuto; il nome ufficioso; la data di nascita; il periodo temporale del suo regno (durante il quale fu ricevuto il titolo di augusto); la causa della morte (con la data se diversa da quella della fine del regno). Sono citati gli usurpatori (a volte la distinzione è dubbia, e in generale si segue la tradizione storica consolidata), gli imperatori che regnarono insieme, le date di eventuali associazioni al trono con il titolo di cesare.
Giulio Cesare non ebbe mai il titolo di "princeps" o di "augusto" come Ottaviano: tuttavia fu dittatore dal 49 a.C. al 44 a.C., cosa mai successa in precedenza (con l'eccezione di Silla nel periodo 82 a.C.-79 a.C., il dictator poteva rimanere in carica al massimo sei mesi e così era sempre accaduto), ma soprattutto il titolo di "imperatore", nel suo significato moderno, corrisponde al titolo di cesare nella storia di Roma, almeno fino all'inizio della Tetrarchia. Svetonio infatti, nella sua opera dedicata alle Vite dei dodici Cesari, parte proprio da Giulio Cesare.
Gli imperatori di Roma non furono tali nel senso moderno del termine. Ufficialmente il senato non perse mai i suoi poteri e Augusto stesso si definiva "primus inter pares" ("il primo tra gli eguali"), rivolgendosi ai senatori.
Gli imperatori romani godettero di un potere enorme, ma spesso precario, perché esposto a congiure e intrighi che interessavano spesso i familiari. L'incidenza di morti violente tra di essi aumentò notevolmente dalla Crisi del terzo secolo in poi (235-476), parallelamente alla diminuzione media degli anni di regno.

## Elenco cronologico degli imperatori romani

### Imperatore disputato

#### Gens Iulia (49 a.C.-44 a.C.)
| Immagine | Nome                      | Nascita                          | dittatura perpetua | dittatura perpetua | Morte                       | Note |
| Immagine | Nome                      | Nascita                          | Inizio             | Fine               | Morte                       | Note |
| -------- | ------------------------- | -------------------------------- | ------------------ | ------------------ | --------------------------- | --- |
|          | Cesare Gaio Giulio Cesare | 12 luglio 100 a.C., Roma, Italia | 48 a.C.            | 15 marzo 44 a.C.   | assassinato in una congiura | Dictator perpetuus, console e imperator. Da alcuni storici, compreso Svetonio, è ritenuto in effetti il primo vero imperatore romano |

### Principato (27 a.C.- 285 d.C.)

#### Dinastia giulio-claudia (27 a.C.-68 d.C.)
| Immagine | Nome                                                                                    | Nascita                            | principato         | principato    | Morte                                        | Note |
| Immagine | Nome                                                                                    | Nascita                            | Inizio             | Fine          | Morte                                        | Note |
| -------- | --------------------------------------------------------------------------------------- | ---------------------------------- | ------------------ | ------------- | -------------------------------------------- | --- |
|          | Augusto Gaio Ottavio Turino Gaio Giulio Cesare Ottaviano Imperatore Cesare Augusto      | 23 settembre 63 a.C., Roma, Italia | 16 gennaio 27 a.C. | 19 agosto 14  | vecchiaia                                    | Figlio adottivo di Cesare, governò come triumviro dal 42 a.C., assieme a Marco Antonio e Marco Emilio Lepido. |
|          | Tiberio Tiberio Claudio Nerone Tiberio Giulio Cesare                                    | 16 novembre 42 a.C., Roma, Italia  | 19 agosto 14       | 16 marzo 37   | malattia non specifica                       | Figlio adottivo di Augusto |
|          | Caligola Gaio Giulio Cesare Germanico                                                   | 31 agosto 12, Anzio, Italia        | 18 marzo 37        | 24 gennaio 41 | assassinato dai pretoriani                   | Nipote paterno di Druso maggiore, fratello di Tiberio; bisnipote materno di Augusto |
|          | Claudio Tiberio Claudio Druso Nerone Germanico Tiberio Claudio Cesare Augusto Germanico | 1º agosto 10 a.C., Lione, Gallia   | 24 gennaio 41      | 13 ottobre 54 | avvelenato probabilmente da Agrippina Minore | Figlio di Druso maggiore; Lucio Arrunzio Camillo Scriboniano usurpatore in Dalmazia |
|          | Nerone Lucio Domizio Enobarbo Tiberio Claudio Druso Nerone Cesare Germanico Domiziano   | 15 dicembre 37, Anzio, Italia      | 13 ottobre 54      | 9 giugno 68   | suicidio assistito                           | Nipote materno di Caligola. Salì sul trono grazie agli intrighi di sua madre Agrippina minore, che fece poi uccidere; all'inizio governò sotto la tutela di Agrippina stessa e del tutore Seneca. Nel 68 fu dichiarato dal Senato "nemico pubblico" |

#### Guerra civile romana (68-69)
| Immagine | Nome                        | Nascita                                    | Principato    | Principato     | Morte                                     | Note |
| Immagine | Nome                        | Nascita                                    | Inizio        | Fine           | Morte                                     | Note |
| -------- | --------------------------- | ------------------------------------------ | ------------- | -------------- | ----------------------------------------- | --- |
|          | Galba Servio Sulpicio Galba | 24 dicembre 3 a.C., Terracina, Italia      | 9 giugno 68   | 15 gennaio 69  | assassinato dai pretoriani                | Lucio Clodio Macro usurpatore in Africa |
|          | Otone Marco Salvio Otone    | 28 aprile 32, Ferento, Italia              | 15 gennaio 69 | 16 aprile 69   | suicidio                                  | Governatore della provincia della Lusitania |
|          | Vitellio Aulo Vitellio      | 24 settembre 15, Nuceria Alfaterna, Italia | 16 aprile 69  | 22 dicembre 69 | assassinato dai sostenitori di Vespasiano | fu console nel 48 d.C e governatore proconsolare dell'Africa nel 60 d.C. Verso la fine del 68 d.C., Galba scelse Vitellio per comandare l'esercito della Germania Inferiore |

#### Dinastia dei Flavi (69-96)
| Immagine | Nome                                                        | Nascita                           | Regno           | Regno           | Morte                       | Note |
| Immagine | Nome                                                        | Nascita                           | Inizio          | Fine            | Morte                       | Note |
| -------- | ----------------------------------------------------------- | --------------------------------- | --------------- | --------------- | --------------------------- | --- |
|          | Vespasiano Tito Flavio Vespasiano Cesare Vespasiano Augusto | 17 novembre 9, Cittareale, Italia | 1º luglio 69    | 23 giugno 79    | vecchiaia                   | Sotto il suo regno si inizia la costruzione dell'imponente Anfiteatro Flavio, meglio conosciuto come "Colosseo" |
|          | Tito Tito Flavio Vespasiano                                 | 30 dicembre 39, Roma, Italia      | 24 giugno 79    | 13 settembre 81 | febbre                      | Figlio di Vespasiano                                                                                            |
|          | Domiziano Tito Flavio Domiziano                             | 24 ottobre 51, Roma, Italia       | 14 settembre 81 | 18 settembre 96 | assassinato in una congiura | Figlio di Vespasiano; Lucio Antonio Saturnino usurpatore in Germania nell'89                                    |

#### Imperatori adottivi (96-192)
| Immagine                | Nome                                                                              | Nascita                          | Regno           | Regno           | Morte                      | Note |
| Immagine                | Nome                                                                              | Nascita                          | Inizio          | Fine            | Morte                      | Note |
| ----------------------- | --------------------------------------------------------------------------------- | -------------------------------- | --------------- | --------------- | -------------------------- | --- |
|                         | Nerva Marco Cocceio Nerva                                                         | 8 novembre 30, Narni, Italia     | 18 settembre 96 | 27 gennaio 98   | vecchiaia                  | Venne eletto dal Senato tra i suoi stessi membri |
|                         | Traiano Marco Ulpio Traiano Marco Ulpio Nerva Traiano                             | 18 settembre 53, Italica, Spagna | 27 gennaio 98   | 8 agosto 117    | ictus o malattia infettiva | Figlio adottivo di Nerva. Portò l'impero alla sua massima estensione nel 117 |
|                         | Adriano Publio Elio Adriano Publio Elio Traiano Adriano                           | 24 gennaio 76, Italica, Spagna   | 9 agosto 117    | 10 luglio 138   | idropisia                  | Non è chiaro se fu mai adottato ufficialmente da Traiano (forse fu scelto dall'augusta Plotina, vedova di Traiano)                                                                              |
| Dinastia degli Antonini |                                                                                   |                                  |                 |                 |                            | |
|                         | Antonino Pio Tito Aurelio Fulvo Boionio Arrio Antonino Tito Elio Adriano Antonino | 19 settembre 86, Lanuvio, Italia | 10 luglio 138   | 7 marzo 161     | vecchiaia                  | Figlio adottivo di Adriano; primo della dinastia degli Antonini |
|                         | Marco Aurelio Marco Annio Catilio Severo Marco Annio Vero Marco Aurelio Antonino  | 26 aprile 121, Roma, Italia      | 7 marzo 161     | 17 marzo 180    | peste                      | Figlio adottivo di Antonino Pio, nonché suo genero e nipote; regnò assieme a Lucio Vero sino al 169, elevò Commodo al titolo di augusto nel 177. Gaio Avidio Cassio usurpatore in Siria nel 175 |
|                         | Lucio Vero Lucio Ceionio Commodo Vero                                             | 15 dicembre 130, Roma, Italia    | 7 marzo 161     | 13 gennaio 169  | peste                      | Figlio adottivo di Antonino Pio; regnò assieme a Marco Aurelio |
|                         | Commodo Marco Aurelio Lucio Commodo Antonino                                      | 31 agosto 161, Lanuvio, Italia   | 17 marzo 180    | 31 dicembre 192 | strangolato da Narcisso    | Figlio di Marco Aurelio; Fu nominato augusto dal padre nel 177. |

#### Guerra civile romana (193-197)
| Immagine | Nome                                       | Nascita                        | Regno          | Regno         | Morte                                | Note                                                    |
| Immagine | Nome                                       | Nascita                        | Inizio         | Fine          | Morte                                | Note                                                    |
| -------- | ------------------------------------------ | ------------------------------ | -------------- | ------------- | ------------------------------------ | ------------------------------------------------------- |
|          | Pertinace Publio Elvio Pertinace           | 1º agosto 126, Alba, Italia    | 1º gennaio 193 | 28 marzo 193  | assassinato dai pretoriani           | Comandante militare, scelto dal Senato e dalle legioni. |
|          | Didio Giuliano Marco Didio Severo Giuliano | 30 gennaio 133, Milano, Italia | 28 marzo 193   | 1º giugno 193 | assassinato da un sicario del Senato | Nacque a Milano                                         |

### Dinastia dei Severi (193-235)
| Immagine | Nome                                                                       | Nascita                                | Regno          | Regno           | Morte                                                                                | Note |  |
| Immagine | Nome                                                                       | Nascita                                | Inizio         | Fine            | Morte                                                                                | Note |  |
| -------- | -------------------------------------------------------------------------- | -------------------------------------- | -------------- | --------------- | ------------------------------------------------------------------------------------ | --- |  |
|          | Settimio Severo Lucio Settimio Severo                                      | 11 aprile 146, Leptis Magna, Africa    | 9 aprile 193   | 4 febbraio 211  | in Britannia mentre guidava una campagna di repressione contro i provinciali ribelli | Conquistò il potere in lotta con Pescennio Nigro (193-194) e con Clodio Albino (193-197), quest'ultimo inizialmente associato al potere come cesare |  |
|          | Caracalla Lucio Settimio Bassiano Marco Aurelio Severo Antonino            | 4 aprile 188, Lione, Gallia            | 4 febbraio 211 | 8 aprile 217    | assassinato dai pretoriani                                                           | Figlio di Settimio Severo; fu nominato augusto dal padre nel 198. Regnò sotto la tutela della madre Giulia Domna                                    |  |
|          | Geta Publio Settimio Geta                                                  | 7 marzo 189, Roma, Italia              | 4 febbraio 211 | 26 dicembre 211 | assassinato da Caracalla                                                             | Figlio di Settimio Severo; fu nominato augusto dal padre nel 209                                                                                    |  |
|          |                                                                            |                                        |                |                 |                                                                                      | |  |
|          | Macrino Marco Opellio Macrino                                              | 164 circa, Cherchell, Africa           | 8 aprile 217   | 16 giugno 218   | giustiziati                                                                          | Non dinastico, era prefetto del pretorio |  |
|          | Associato al trono Diadumeniano Marco Opellio Diadumeniano                 | 200 circa                              | 218            | 16 giugno 218   | giustiziati                                                                          | Figlio e co-augusto di Macrino |  |
|          |                                                                            |                                        |                |                 |                                                                                      | |  |
|          | Eliogabalo Sesto Vario Avito Bassiano Marco Aurelio Antonino               | 20 marzo 204, Roma, Italia             | 16 giugno 218  | 11 marzo 222    | assassinato dai pretoriani                                                           | Nipote della sorella della moglie di Settimio Severo. Regnò sotto la tutela della nonna Giulia Mesa e della madre Giulia Soemia                     |  |
|          | Alessandro Severo Marco Bassiano Alessiano Marco Aurelio Severo Alessandro | 1º ottobre 208, Arca Caesarea, Fenicia | 11 marzo 222   | 18 marzo 235    | assassinato dai suoi soldati                                                         | Cugino di Eliogabalo, da questi adottato. Regnò sotto la tutela della madre Giulia Mamea, poi assieme a lei in una sorta di diarchia                |  |

### Crisi del III secolo (235-284)

#### Anarchia militare fino ad Emiliano (235-253)
| Immagine          | Nome                                                                       | Nascita        | Regno           | Regno            | Morte                                      | Note |
| Immagine          | Nome                                                                       | Nascita        | Inizio          | Fine             | Morte                                      | Note |
| ----------------- | -------------------------------------------------------------------------- | -------------- | --------------- | ---------------- | ------------------------------------------ | --- |
|                   | Massimino il Trace Gaio Giulio Vero Massimino                              | 173 circa      | 18 marzo 235    | 10 maggio 238    | ucciso dai suoi stessi soldati             | Primo imperatore di origine barbarica. Non venne mai a Roma, essendo impegnato in guerra. Nel 238 fu dichiarato dal Senato "nemico pubblico"                                                                                            |
| Dinastia gordiana |                                                                            |                |                 |                  |                                            | |
|                   | Gordiano I Marco Antonio Gordiano Semproniano Romano Africano              | 159 circa      | 22 marzo 238    | 27 aprile 238    | suicida                                    | Regnò insieme al figlio, Gordiano II. Nonno di Gordiano III |
|                   | Gordiano II Marco Antonio Gordiano Semproniano Romano Africano             | 192 circa      | 22 marzo 238    | 12 aprile 238    | caduto in battaglia                        | Regnò insieme al padre, Gordiano I. Zio di Gordiano III |
|                   |                                                                            |                |                 |                  |                                            | |
|                   | Pupieno Marco Clodio Pupieno Massimo                                       | 170 circa      | 30 aprile 238   | 11 luglio 238    | assassinati dai pretoriani                 | Pupieno e Balbino furono eletti dal Senato e regnarono insieme |
|                   | Balbino Decimo Celio Calvino Balbino                                       | 178 circa      | 30 aprile 238   | 11 luglio 238    | assassinati dai pretoriani                 | Pupieno e Balbino furono eletti dal Senato e regnarono insieme |
| Dinastia gordiana |                                                                            |                | 30 aprile 238   | 11 luglio 238    | assassinati dai pretoriani                 | Pupieno e Balbino furono eletti dal Senato e regnarono insieme |
|                   | Gordiano III Marco Antonio Gordiano Pio                                    | 20 gennaio 225 | 30 aprile 238   | 11 febbraio 244  | assassinato dai soldati di Filippo l'Arabo | Eletto per volontà del popolo. Nipote di Gordiano I e Gordiano II |
|                   |                                                                            |                |                 |                  |                                            | |
|                   | Filippo l'Arabo Marco Giulio Filippo                                       | 204 circa      | 11 febbraio 244 | 18 maggio 249    | caduto in battaglia                        | Sponsiano usurpatore in Dacia o Pannonia negli anni del 240; Marco Silbannaco usurpatore in Germania nel 249; Tiberio Claudio Marino Pacaziano usurpatore in Mesia nel 248-249; Marco Fulvio Rufo Iotapiano usurpatore in Siria nel 249 |
|                   | Associato al trono Filippo II Marco Giulio Severo Filippo                  | 238            | 9 aprile 247    | 26 maggio 249    | assassinato dai pretoriani                 | Figlio e co-augusto di Filippo l'Arabo |
| Dinastia decia    |                                                                            |                |                 |                  |                                            | |
|                   | Decio Gaio Messio Quinto Traiano Decio                                     | 201 circa      | 31 maggio 249   | 1º luglio 251    | caduti in battaglia                        | Tito Giulio Prisco usurpatore in Macedonia nel 250; Giulio Valente Liciniano usurpatore a Roma nel 250 |
|                   | Associato al trono Erennio Etrusco Quinto Erennio Etrusco Messio Decio     | 220 circa      | 251             | 1º luglio 251    | caduti in battaglia                        | Figlio e co-augusto di Decio |
|                   |                                                                            |                |                 |                  |                                            | |
|                   | Treboniano Gallo Gaio Vibio Treboniano Gallo                               | 206 circa      | 1º luglio 251   | 14 agosto 253    | assassinato dai pretoriani                 | Lucio Giulio Sulpicio Uranio Antonino usurpatore in Siria nel 253-254 |
| Dinastia decia    |                                                                            |                | 1º luglio 251   | 14 agosto 253    | assassinato dai pretoriani                 | Lucio Giulio Sulpicio Uranio Antonino usurpatore in Siria nel 253-254 |
|                   | Associato al trono Ostiliano Gaio Valente Ostiliano Messio Quinto          | 230 circa      | 1º luglio 251   | 6 novembre 251   | peste                                      | Figlio di Decio e co-augusto di Treboniano |
|                   | Associato al trono Volusiano Gaio Vibio Afinio Gallo Veldumniano Volusiano | 224 circa      | 6 novembre 251  | 14 agosto 253    | assassinato dai pretoriani                 | Figlio e co-augusto di Treboniano |
|                   | Emiliano Marco Emilio Emiliano                                             | 207 circa      | 14 agosto 253   | 23 settembre 253 | assassinato dai suoi soldati               | Governatore della Mesia Inferiore nel 252 |

#### Dinastia valeriana (253-268)
| Immagine | Nome                                                                            | Nascita   | Regno            | Regno         | Morte                                             | Note |
| Immagine | Nome                                                                            | Nascita   | Inizio           | Fine          | Morte                                             | Note |
| -------- | ------------------------------------------------------------------------------- | --------- | ---------------- | ------------- | ------------------------------------------------- | --- |
|          | Valeriano Publio Licinio Valeriano                                              | 200 circa | 20 settembre 253 | 2 maggio 260  | morto in prigionia presso il re sasanide Sapore I | Mussio Emiliano usurpatore in Egitto nel 258-259 |
|          | Gallieno Publio Licinio Egnazio Gallieno                                        | 218       | 16 ottobre 253   | 30 agosto 268 | assassinato a tradimento                          | Figlio di Valeriano, regnò insieme al padre fino alla sua cattura; usurpatori: In Pannonia: Ingenuo (258-260) e Regaliano (263) In Siria: Macriano Maggiore, Macriano Minore e Quieto (260-261) In Rezia: Aureolo (268) Nelle Gallie: Postumo (259-268) |
|          | Associato al trono Cornelio Valeriano Publio Licinio Cornelio Valeriano         | 250 circa | 258              | 258           | assassinato a tradimento                          | Figlio di Gallieno, non è chiaro se sia stato o meno co-augusto di suo padre e di suo nonno |
|          | Associato al trono Cornelio Salonino Publio Licinio Cornelio Valeriano Salonino | 243 circa | 260              | 260           | assassinato                                       | Figlio di Gallieno e co-augusto di suo padre e di suo nonno |

#### Imperatori illirici (268-284)
| Immagine           | Nome                                        | Nascita         | Regno            | Regno            | Morte                                                            | Note |
| Immagine           | Nome                                        | Nascita         | Inizio           | Fine             | Morte                                                            | Note |
| Dinastia gotica    | Dinastia gotica                             | Dinastia gotica | Dinastia gotica  | Dinastia gotica  | Dinastia gotica                                                  | Dinastia gotica |
| ------------------ | ------------------------------------------- | --------------- | ---------------- | ---------------- | ---------------------------------------------------------------- | --- |
|                    | Claudio II, il Gotico Marco Aurelio Claudio | 10 maggio 213   | 3 settembre 268  | luglio 270       | peste                                                            | usurpatori nelle Gallie: Marco Piavonio Vittorino (268-271), Leliano (268) e Aurelio Mario (268) |
|                    | Quintillo Marco Aurelio Claudio Quintillo   | 220 circa       | 5 luglio 270     | settembre 270    | suicida                                                          | Fratello di Claudio; fu deposto |
|                    |                                             |                 |                  |                  |                                                                  | |
|                    | Aureliano Lucio Domizio Aureliano           | 9 settembre 214 | 27 settembre 270 | 25 settembre 275 | assassinato dai pretoriani                                       | Dopo la morte, vi fu un interregno di due mesi in cui l'impero venne probabilmente governato dalla vedova, l'augusta Ulpia Severina Usurpatori: Nelle Gallie: Domiziano II (271), Tetrico (271-274), Faustino (273-274) In Dalmazia: Settimio (271-272) In Siria e in Oriente: Zenobia di Palmira (271-273) |
| Dinastia tacitiana |                                             |                 |                  |                  |                                                                  | |
|                    | Tacito Marco Claudio Tacito                 | 200 circa       | 4 novembre 275   | 6 giugno 276     | probabilmente avvelenato                                         | |
|                    | Floriano Marco Annio Floriano               | ?               | 6 giugno 276     | 7 agosto 276     | assassinato dai suoi soldati                                     | Probabilmente fratellastro di Tacito |
|                    |                                             |                 |                  |                  |                                                                  | |
|                    | Probo Marco Aurelio Probo                   | 9 agosto 232    | 10 agosto 276    | 22 ottobre 282   | assassinato dai suoi soldati                                     | Usurpatori in Gallia: Tito Ilio Proculo (280) e Gaio Quinto Bonoso (280); usurpatore in Asia: Gaio Giulio Saturnino (280) |
| Dinastia cara      |                                             |                 |                  |                  |                                                                  | |
|                    | Caro Marco Aurelio Caro                     | 230 circa       | 22 ottobre 282   | 7 luglio 283     | circostanze non chiare (forse colpito da un fulmine)             | Ottenne un'importante vittoria contro i Persiani |
|                    | Carino Marco Aurelio Carino                 | 250 circa       | 7 luglio 283     | 19 luglio 285    | caduto in battaglia                                              | Figlio di Caro; regnò in Occidente; Giuliano usurpatore in Pannonia nel 284-285 |
|                    | Numeriano Marco Aurelio Numerio Numeriano   | 254 circa       | 7 luglio 283     | 20 novembre 284  | circostanze non chiare (forse avvelenato dal suocero Arrio Apro) | Figlio di Caro; regnò in Oriente |

### Dominato (284-395)

#### Riforma tetrarchica (284-306)
| Immagine | Nome                                                      | Nascita         | Regno           | Regno                     | Morte                    | Note |
| Immagine | Nome                                                      | Nascita         | Inizio          | Fine                      | Morte                    | Note |
| -------- | --------------------------------------------------------- | --------------- | --------------- | ------------------------- | ------------------------ | --- |
|          | Diocleziano Iovio Diocle Gaio Aurelio Valerio Diocleziano | 22 dicembre 244 | 20 novembre 284 | 1º maggio 305 abdicazione | 3 dicembre 311 vecchiaia | Ultimo degli imperatori illirici, regnò con Massimiano dal 286 e spostò la sua sede imperiale a Nicomedia. Cesare: Massimiano (285-286), Galerio (293-305). Con Diocleziano finisce il periodo della "crisi del III secolo", riformò l'esercito rendendolo più forte e diede vita alla "tetrarchia" |
|          | Massimiano Erculio Marco Aurelio Valerio Massimiano       | 250 circa       | 1º aprile 286   | 1º maggio 305 abdicazione | 11 luglio 310 suicida    | Regnò con Diocleziano fino all'abdicazione. Cesare: Costanzo (293-305); nel 306 si autoproclamò nuovamente augusto, con suo figlio Massenzio. usurpatori in Gallia: Carausio (287-293), Domiziano III (292) e Alletto (293)                                                                         |
|          | Costanzo Cloro Gaio Flavio Valerio Costanzo               | 31 marzo 250    | 1º maggio 305   | 25 luglio 306             | malattia non specifica   | Regnò con Galerio fino al 306. Cesare: Severo |
|          | Galerio Gaio Valerio Galerio Massimiano                   | 252 circa       | 1º maggio 305   | 5 maggio 311              | malattia non specifica   | Regnò con Costanzo Cloro, poi con Severo, Licinio e Costantino. Cesare: Massimino Daia |

|           | 284         | 285         | 286         | 305            |
| Oriente   | Diocleziano | Diocleziano | Diocleziano | Galerio        |
| Occidente | Carino      | Diocleziano | Massimiano  | Costanzo Cloro |

#### Guerra civile romana (306-324)
| Immagine | Nome                                               | Nascita   | Regno           | Regno                            | Morte                         | Note |
| Immagine | Nome                                               | Nascita   | Inizio          | Fine                             | Morte                         | Note |
| -------- | -------------------------------------------------- | --------- | --------------- | -------------------------------- | ----------------------------- | --- |
|          | Flavio Severo Flavio Valerio Severo                | 265 circa | 25 luglio 306   | 16 settembre 307                 | giustiziato da Massenzio      | Regnò con Galerio. Cesare: Costantino |
|          | Licinio Flavio Valerio Liciniano Licinio           | 268 circa | 11 novembre 308 | luglio 324 deposto da Costantino | 325 giustiziato da Costantino | Regnò con Galerio, Massimino Daia e Costantino. Gli fu assegnato l'Occidente, ma non ne ebbe mai il controllo, essendo di fatto diviso tra Costantino e Massenzio |
|          | Massimino Daia Gaio Galerio Valerio Massimino Daia | 285 circa | 5 maggio 311    | 13 agosto 313                    | morte naturale                | Regnò con Licinio, Massenzio e Costantino. Nipote di Galerio |

| Augusti legittimi (sinossi) |         |         |         |            |            |            |            |            |
|                             | 306     | 307     | 308     | 310        | 311        | 312        | 313        | 324        |
| Oriente                     | Galerio | Galerio | Galerio | Massimino  | Massimino  | Massimino  | Licinio    | Costantino |
| Oriente                     | Galerio | Galerio | Galerio | Galerio    | Licinio    | Licinio    | Licinio    | Costantino |
| Occidente                   | Severo  | Galerio | Licinio | Licinio    | Licinio    | Licinio    | Costantino | Costantino |
| Occidente                   | Severo  | Galerio | Licinio | Costantino | Costantino | Costantino | Costantino | Costantino |
| Augusto contestato          |         |         |         |            |            |            |            |            |

| Immagine | Nome                                      | Nascita | Regno          | Regno          | Morte               | Note |
| Immagine | Nome                                      | Nascita | Inizio         | Fine           | Morte               | Note |
| -------- | ----------------------------------------- | ------- | -------------- | -------------- | ------------------- | --- |
|          | Massenzio Marco Aurelio Valerio Massenzio | 278     | 28 ottobre 306 | 28 ottobre 312 | caduto in battaglia | Regnante su Italia, Africa, Norico e Rezia. Fu l'ultimo imperatore a risiedere stabilmente a Roma; regnò con suo padre Massimiano nel periodo 306-07. Usurpatore: Alessandro in Africa e Sardegna (ucciso nel 311) |

#### Dinastia costantiniana (306-363)
| Immagine | Nome                                                | Nascita         | Regno           | Regno           | Morte                                             | Note |
| Immagine | Nome                                                | Nascita         | Inizio          | Fine            | Morte                                             | Note |
| -------- | --------------------------------------------------- | --------------- | --------------- | --------------- | ------------------------------------------------- | --- |
|          | Costantino I Flavio Valerio Costantino              | 27 febbraio 274 | 25 luglio 306   | 22 maggio 337   | vecchiaia                                         | Figlio di Costanzo Cloro; proclamato augusto dalle sue truppe, fu riconosciuto da Galerio come Cesare nel 306 e come augusto nel 310; fu il primo imperatore a concedere libertà di culto ai cristiani, convertendosi infine egli stesso e venendo battezzato nel 337. Nel 330 spostò la capitale da Roma a Costantinopoli. |
|          | Costantino II Flavio Giulio Costantino              | 11 febbraio 317 | 9 settembre 337 | 1º aprile 340   | caduto in battaglia                               | Figlio di Costantino I; regnò in Gallia, in Britannia, Spagna e Mauritania |
|          | Costanzo II Flavio Giulio Costanzo                  | 7 agosto 317    | 9 settembre 337 | 3 novembre 361  | febbre                                            | Figlio di Costantino I; regnò sull'Oriente fino a quando non riunificò l'impero; usurpatori nelle Gallie: Magnenzio (350-353), Decenzio (351-353) e Silvano (355); usurpatore a Roma: Nepoziano (350); in Illirico: Vetranione (350)                                                                                        |
|          | Costante Flavio Giulio Costante                     | 320             | 9 settembre 337 | 18 gennaio 350  | assassinato da Magnenzio                          | Figlio di Costantino I; regnò in Italia, Africa, pannonia e illirico, poi anche su tutto l'Occidente |
|          | Giuliano detto "l'Apostata" Flavio Claudio Giuliano | 6 novembre 331  | 3 novembre 361  | 26 giugno 363   | mortalmente ferito da un giavellotto in battaglia | Fu nominato Cesare nel 355 da suo cugino Costanzo II; fu l'ultimo imperatore pagano, tentò di restaurare la religione romana, abbandonata da Costantino I e da Costanzo II, come culto ufficiale dell'impero; per ciò soprannominato Giuliano l'Apostata.                                                                   |
|          | Gioviano Flavio Claudio Gioviano                    | 331 circa       | 27 giugno 363   | 17 febbraio 364 | avvelenato, forse casualmente                     | Non dinastico |

#### Dinastia valentiniana e teodosiana (364-395)
| Immagine | Nome                                | Nascita        | Regno           | Regno           | Morte                                        | Note |
| Immagine | Nome                                | Nascita        | Inizio          | Fine            | Morte                                        | Note |
| -------- | ----------------------------------- | -------------- | --------------- | --------------- | -------------------------------------------- | --- |
|          | Valentiniano I Flavio Valentiniano  | 3 luglio 321   | 26 febbraio 364 | 17 novembre 375 | ictus                                        | Ufficiale dell'esercito; rafforzò con successo il confine del Reno e dell'alto Danubio |
|          | Valente Flavio Giulio Valente       | 328            | 28 marzo 364    | 9 agosto 378    | cade alla battaglia di Adrianopoli           | Fratello di Valentiniano I; usurpatore a Costantinopoli: Procopio (365-366) |
|          | Graziano Flavio Graziano            | 18 aprile 359  | 17 novembre 375 | 25 agosto 383   | assassinato dai sostenitori di Magno Massimo | Figlio di Valentiniano I, che lo associò al trono il 4 agosto 367; usurpatori nelle Gallie: Magno Massimo (383-388) e Flavio Vittore (384-388)                                                                        |
|          | Valentiniano II Flavio Valentiniano | 371            | 17 novembre 375 | 15 maggio 392   | assassinato probabilmente da Arbogaste       | Figlio di Valentiniano I; regnò sotto la reggenza della madre Giustina |
|          | Teodosio Flavio Teodosio Augusto    | 11 gennaio 347 | 19 gennaio 379  | 17 gennaio 395  | idropisia                                    | Genero di Valentiniano I, fu associato al trono da Graziano; Flavio Eugenio usurpatore in occidente nel 392-394. Soprannominato Teodosio il Grande, proclamò il cristianesimo unico culto ammesso nell'impero Romano. |

|         | 364            | 364            | 375             | 378             | 379             | 383             | 392        |
| Italia  | Valentiniano I | Valentiniano I | Valentiniano II | Valentiniano II | Valentiniano II | Valentiniano II | Teodosio I |
| Gallie  | Valentiniano I | Valentiniano I | Graziano        | Graziano        | Graziano        | Valentiniano II | Teodosio I |
| Oriente | Valentiniano I | Valente        | Valente         | Graziano        | Teodosio I      | Teodosio I      | Teodosio I |

### Impero d'Occidente (395-476)

#### Dinastia teodosiana (395-455)
| Immagine | Nome                                            | Nascita         | Regno          | Regno           | Morte                                           | Note |
| Immagine | Nome                                            | Nascita         | Inizio         | Fine            | Morte                                           | Note |
| --- | ----------------------------------------------- | --------------- | -------------- | --------------- | ----------------------------------------------- | --- |
| | Onorio Flavio Onorio                            | 9 settembre 384 | 17 gennaio 395 | 15 agosto 423   | idropisia                                       | Figlio di Teodosio, fu associato al trono il 23 gennaio 393; fratello dell'imperatore d'oriente Arcadio, spostò la capitale dell'impero a Ravenna; Parens (protettore): Stilicone (395-408); usurpatori nelle Gallie: Costantino III (407-411), Costante II (409-411), Massimo (409-411), Giovino (411-413); usurpatore a Roma: Prisco Attalo (409-410, 414-417) |
| | Associato al trono Costanzo III Flavio Costanzo | 370 circa       | 8 febbraio 421 | 2 settembre 421 | malattia non specifica                          | Marito di Galla Placidia, sorellastra di Onorio |
| Interregno (423-425) Giovanni Primicerio viene eletto dal Senato a Roma ma non viene riconosciuto dall'imperatore d'Oriente Teodosio II |                                                 |                 |                |                 |                                                 | |
| | Valentiniano III Flavio Placido Valentiniano    | 2 luglio 419    | 23 ottobre 425 | 16 marzo 455    | assassinato dai sostenitori di Petronio Massimo | Figlio di Costanzo III e di Galla Placidia nipote di Onorio; regnò sotto la reggenza della madre fino al 437; Parens: Flavio Ezio (425-454) |

|           | 395     | 408         | 423         | 425              | 450              |
| Occidente | Onorio  | Onorio      | Giovanni    | Valentiniano III | Valentiniano III |
| Oriente   | Arcadio | Teodosio II | Teodosio II | Teodosio II      | Marciano         |

#### Ultimi imperatori (455-476)
| Immagine             | Nome                                                 | Nascita   | Regno           | Regno                                  | Morte                                                                       | Note |
| Immagine             | Nome                                                 | Nascita   | Inizio          | Fine                                   | Morte                                                                       | Note |
| Dinastia teodosiana  | Dinastia teodosiana                                  | Nascita   | Inizio          | Fine                                   | Morte                                                                       | Note |
| -------------------- | ---------------------------------------------------- | --------- | --------------- | -------------------------------------- | --------------------------------------------------------------------------- | --- |
|                      | Petronio Massimo                                     | 396 circa | 17 marzo 455    | 31 maggio 455                          | lapidato dal popolo                                                         | Genero di Teodosio II Salito al trono col complotto contro Valentiniano III, si associò al potere il figlio Palladio |
|                      | Avito Flavio Eparchio Avito                          | 395 circa | 9 luglio 455    | 17 ottobre 456 deposto da Ricimero     | 457 strangolato da un sicario di Ricimero                                   | Eletto dal Senato Magister militum: Ricimero (455-472); fu fatto vescovo di Piacenza |
|                      | Maggioriano Giulio Valerio Maggioriano               | 420 circa | 1º aprile 457   | 2 agosto 461 deposizione               | 7 agosto 461 messo a morte da Ricimero                                      | Fatto eleggere dal Magister militum: Ricimero (455-472); Fu l'ultimo imperatore a detenere un potere effettivo |
|                      | Libio Severo Libio Severo Serpenzio                  | 420 circa | 19 novembre 461 | autunno 465                            | avvelenato da Ricimero                                                      | Fatto eleggere dal Magister militum: Ricimero (455-472) |
| Interregno (465-467) |                                                      |           |                 |                                        |                                                                             | |
| Dinastia trace       | Dinastia trace                                       | 420 circa | 12 aprile 467   | 11 luglio 472                          | assassinato da Ricimero                                                     | Genero dell'imperatore d'Oriente Marciano Nominato dall'Imperatore d'Oriente Leone I Magister militum: Ricimero (455-472) |
|                      | Antemio Procopio Antemio                             | 420 circa | 12 aprile 467   | 11 luglio 472                          | assassinato da Ricimero                                                     | Genero dell'imperatore d'Oriente Marciano Nominato dall'Imperatore d'Oriente Leone I Magister militum: Ricimero (455-472) |
| Dinastia teodosiana  | Dinastia teodosiana                                  | 432 circa | 20 luglio 472   | 2 novembre 472                         | idropisia                                                                   | Figlio di Petronio Massimo e genero di Valentiniano III Fatto eleggere dal Magister militum: Ricimero (455-472); Magister militum: Gundobado (472-474), nipote di Ricimero                                                                   |
|                      | Anicio Olibrio Flavio Anicio Olibrio                 | 432 circa | 20 luglio 472   | 2 novembre 472                         | idropisia                                                                   | Figlio di Petronio Massimo e genero di Valentiniano III Fatto eleggere dal Magister militum: Ricimero (455-472); Magister militum: Gundobado (472-474), nipote di Ricimero                                                                   |
|                      | Glicerio Flavio Glicerio                             | 430 circa | 4 marzo 473     | 19 giugno 474 deposto da Giulio Nepote | dopo il 480 cause sconosciute                                               | Fatto eleggere dal Magister militum Gundobado (472-474); Deposto da Giulio Nepote, fu fatto vescovo di Salona e poi di Milano |
| Dinastia trace       | Dinastia trace                                       | 430 circa | 19 giugno 474   | 28 agosto 475 deposto                  | 25 aprile 480 assassinato in una congiura, forse con complicità di Glicerio | Nominato dall'Imperatore d'Oriente Leone I, di cui aveva sposato la nipote. Magister Militum: Flavio Oreste (473-476), si rifugiò in Dalmazia da dove continuò a rivendicare il trono, formalmente sostenuto da Odoacre e Zenone di Bisanzio |
|                      | Giulio Nepote                                        | 430 circa | 19 giugno 474   | 28 agosto 475 deposto                  | 25 aprile 480 assassinato in una congiura, forse con complicità di Glicerio | Nominato dall'Imperatore d'Oriente Leone I, di cui aveva sposato la nipote. Magister Militum: Flavio Oreste (473-476), si rifugiò in Dalmazia da dove continuò a rivendicare il trono, formalmente sostenuto da Odoacre e Zenone di Bisanzio |
|                      | Romolo Augusto Flavio Romolo, detto Romolo Augustolo | 463 circa | 31 ottobre 475  | 4 settembre 476 deposto da Odoacre     | dopo il 511 cause sconosciute                                               | Fatto eleggere dal Magister Militum Flavio Oreste (473-476), (nonché suo padre); riconosciuto dal Senato ma non da Zenone Confinato in Campania da Odoacre                                                                                   |

|           | 455              | 455      | 457         | 461          | 465     | 467     | 472            | 473      | 474           | 474           | 475            | 476            | 476           |
| Occidente | Petronio Massimo | Avito    | Maggioriano | Libio Severo | ...     | Antemio | Anicio Olibrio | Glicerio | Giulio Nepote | Giulio Nepote | Romolo Augusto | Romolo Augusto | Giulio Nepote |
| Oriente   | Marciano         | Marciano | Leone I     | Leone I      | Leone I | Leone I | Leone I        | Leone I  | Leone II      | Zenone        | Basilisco      | Zenone         | Zenone        |

La fine dell'impero Romano d'Occidente si fa coincidere tradizionalmente con la riconsegna delle insegne imperiali da parte di Odoacre all'imperatore d'Oriente Zenone, nel 476. Tuttavia va considerato che Giulio Nepote continuò a regnare sulla Dalmazia, considerandosi il legittimo imperatore d'Occidente fino alla sua morte nel 480, per cui secondo alcuni questa è la vera data della fine dell'impero. Inoltre dal 456 incominciò il dominio di Soissons, sotto l'Impero romano d'occidente, che dal 480 si può ritenere l'ultimo residuo dell'impero e riconosceva solo l'autorità dell'Impero romano d'Oriente. Il dominio di Soissons cadde nel 486, conquistato dai Franchi. L'Impero d'Oriente continuerà ad esistere ancora per quasi 1000 anni.
In passato furono considerati in vario modo continuatori degli imperatori romani gli imperatori bizantini, che in effetti ne portavano legalmente il titolo, e gli imperatori del Sacro Romano Impero, eredi dell'impero carolingio, il cui fondatore, Carlo Magno, era stato incoronato dal Papa come "imperatore dei Romani".

## Luoghi di nascita degli imperatori romani d'Occidente
Augusto: Roma
Tiberio: Roma
Caligola: Anzio
Claudio: Lugdunum (attuale Lione)
Nerone: Anzio
Galba: Terracina
Otone: Ferentium (attuale Ferento)
Vitellio: Nuceria Alfaterna
Vespasiano: Vicus Phalacrinae (attuale Cittareale)
Tito: Roma
Domiziano: Roma
Nerva: Narnia (attuale Narni)
Traiano: Italica
Adriano: Roma o Italica
Antonino Pio: Lanuvio
Marco Aurelio: Roma
Lucio Vero: Roma
Commodo: Lanuvio
Pertinace: Alba Pompeia (attuale Alba)
Didio Giuliano: Mediolanum (attuale Milano)
Settimio Severo: Leptis Magna
Caracalla: Lugdunum (attuale Lione)
Geta: Roma
Macrino: Cesarea (attuale Cherchell)
Elagabalo: Apamea
Alessandro Severo: Arca Caesarea (attuale Tell Arqa)
Massimino il Trace: villaggio della Tracia
Gordiano I: città della Frigia
Gordiano II: ?
Balbino: ?
Pupieno: ?
Gordiano III: Roma
Filippo l'Arabo: Trachontis (attuale Shahba)
Decio: Budalia
Erennio Etrusco: Sirmio (attuale Sremska Mitrovica)
Treboniano Gallo: Ubianum (attuale Monte Vibiano Vecchio)
Ostiliano: ?
Volusiano: ?
Emiliano: Gerba
Valeriano: ?
Gallieno: Falerii
Claudio il Gotico: città della Sirmia
Quintillo: città della Sirmia
Aureliano: Sirmio (attuale Sremska Mitrovica)
Marco Claudio Tacito: Interamna Nahars (attuale Terni)
Floriano: Interamna Nahars (attuale Terni)
Probo: Sirmio (attuale Sremska Mitrovica)
Caro: Narona o Mediolanum (attuale Milano)
Carino: ?
Numeriano: ?
Diocleziano: Doclea o Salona
Massimiano: Sirmio (attuale Sremska Mitrovica)
Costanzo Cloro: città della Dardania
Flavio Severo: città dell'Illiria
Costantino I: Naissus
Costantino II: Arelate (attuale Arles)
Costante I: ?
Costanzo II: Sirmio (attuale Sremska Mitrovica)
Giuliano: Costantinopoli (attuale Istanbul)
Gioviano: Singidunum
Valentiniano I: Cibalae (attuale Vinkovci)
Graziano: Sirmio
Valentiniano II: Augusta Treverorum (attuale Treviri)
Teodosio I: città della Hispania
Onorio: Costantinopoli (attuale Istanbul)
Giovanni Primicerio: ?
Valentiniano III: Ravenna
Petronio Massimo: ?
Avito: Augstonemetum (attuale Clermont-Ferrand)
Maggioriano: ?
Libio Severo: città della Lucania
Antemio: Costantinopoli (attuale Istanbul)
Anicio Olibrio: Roma
Glicerio: ?
Giulio Nepote: città della Dalmazia
Romolo Augustolo: ?

## Imperatori che sono stati governatori di province romane
Augusto: proconsole in Sicilia, Sardegna e Corsica e Africa Vetus e Africa Nova (43 a.C.-40 a.C.) - proconsole in tutte le province occidentali (Sicilia, Sardegna e Corsica, Spagna Citeriore, Spagna Ulteriore, Gallia Narbonense, Gallia Cisalpina [con Illyricum settentrionale], Gallia Comata e Africa Nova) e in più ottenne in affidamento l'Italia (40 a.C.-31 a.C.)
Galba: legatus Augusti pro praetore in Germania superiore (39-40) - proconsole in Africa (44-46) - legatus Augusti pro praetore in Spagna Tarraconense (61-68)
Otone: legatus Augusti pro praetore in Lusitania (58-68)
Vitellio: proconsole in Africa (60-61)
Vespasiano: proconsole in Africa (63) - legatus Augusti pro praetore in Siria (66)
Traiano: legatus Augusti pro praetore in Germania superiore o in Pannonia (97)
Adriano: legatus Augusti pro praetore in Pannonia inferiore (107) - legatus Augusti pro praetore in Siria (117)
Antonino Pio: proconsole in Asia (133-136)
Pertinace: legatus Augusti pro praetore in Mesia superiore e Mesia inferiore (175-178/179) - legatus Augusti pro praetore in Dacia Apulensis, Dacia Malvensis e Dacia Porolissensis (179/180) - legatus Augusti pro praetore in Siria (179/180-183) - legatus Augusti pro praetore in Britannia (185-187/188) - proconsole in Africa (190)
Didio Giuliano: legatus Augusti pro praetore in Dalmazia (176-180) - legatus Augusti pro praetore in Germania inferiore (180-184) - legatus Augusti pro praetore in Bitinia (185-189) - proconsole in Africa (190-192)
Settimio Severo: propretore in Lusitania, Spagna Betica e Spagna Tarraconense (178) - legatus Augusti pro praetore in Gallia Lugdunense (187) - proconsole in Sicilia (189)
Massimino il Trace: legatus Augusti pro praetore in Germania superiore e Germania inferiore (222-235)
Gordiano I: legatus Augusti pro praetore in Britannia superiore e Britannia inferiore (216) - proconsole in Africa (222-235)
Gordiano II: proconsole in Acaia (?)
Pupieno: proconsole in Bitinia (?) - proconsole in Acaia (?) - proconsole in Gallia Narbonense (?)
Decio: legatus Augusti pro praetore in Mesia inferiore (230)
Treboniano Gallo: legatus Augusti pro praetore in Mesia superiore e Mesia inferiore (251)
Emiliano: legatus Augusti pro praetore in Mesia superiore e Mesia inferiore (252)
Claudio II il Gotico: legatus Augusti pro praetore in Dalmazia, Pannonia superiore e Pannonia inferiore (253-260) - proconsole in Italia, Acaia, Africa, Asia, Bitinia e Ponto, Cipro, Creta e Cirene, Gallia Narbonense, Spagna Betica, Licia e Panfilia, Macedonia, Sicilia, Gallia Aquitania, Galazia, Gallia Belgica, Gallia Lugdunense, Pannonia superiore, Pannonia inferiore, Dalmazia, Lusitania, Mesia superiore, Mesia inferiore, Siria, Spagna Tarraconense, Alpi Cozie, Alpi Marittime, Alpi Pennine, Cappadocia, Dacia Apulensis, Dacia Malvensis, Dacia Porolissensis, Epiro, Giudea, Mauretania Cesariense, Mauretania Tingitana, Norico, Rezia, Sardegna e Corsica, Tracia, Egitto, Britannia superiore, Britannia inferiore, Cilicia, Arabia, Germania superiore e Germania inferiore (268-270)
Aureliano: proconsole in Italia, Acaia, Africa, Asia, Bitinia e Ponto, Cipro, Creta e Cirene, Gallia Narbonense, Spagna Betica, Licia e Panfilia, Macedonia, Sicilia, Gallia Aquitania, Galazia, Gallia Belgica, Gallia Lugdunense, Pannonia superiore, Pannonia inferiore, Dalmazia, Lusitania, Mesia superiore, Mesia inferiore, Siria, Spagna Tarraconense, Alpi Cozie, Alpi Marittime, Alpi Pennine, Cappadocia, Dacia Apulensis, Dacia Malvensis, Dacia Porolissensis, Epiro, Giudea, Mauretania Cesariense, Mauretania Tingitana, Norico, Rezia, Sardegna e Corsica, Tracia, Egitto, Britannia superiore, Britannia inferiore, Cilicia, Arabia, Germania superiore e Germania inferiore (270-275)